# 小行星5369
小行星5369（英語：5369 Virgiugum）是一颗围绕太阳公转的小行星。1985年9月22日，P. Wild在齐美尔瓦尔德发现了此天体。
这颗小行星的绝对星等为181.37271等。